# Bursadella grammozona
Bursadella grammozona är en fjärilsart som beskrevs av Edward Meyrick 1925. Bursadella grammozona ingår i släktet Bursadella och familjen Immidae. Inga underarter finns listade i Catalogue of Life.